# Étymologie de Flémalle
L'étymologie de Flémalle remonte à l'époque romaine de la région, à sa position géographique le long de la Meuse et de sa position par rapport à la Germanie inférieure. Ainsi, la première mention de la future commune belge de Flémalle fait référence à Fledismamalacha en 634 d'après un testament.
Une autre source, d'origine germanique, ferait référence à une certaine Salviae Fledimellae, inscription funéraire retrouvée en Germanie inférieure près d'Utrecht. Certains étymologistes donnent l'origine du nom de la commune actuelle à la source de 634 ou celle de la femme germanique.
Ce qui est sûr, c'est qu'en 1086, un diplôme mentionne pour la première fois la forme ancienne la plus rapprochée du nom actuel : Fleimala. Depuis lors, plusieurs dérives ont existé jusqu'à atteindre la forme actuelle de Flémalle : Flémal, Flemal, Flemalle ou encore Flamael.

## Fledismalacha ou Fledismamalacha
La première mention de la localisation apparait en 634, en tant que Fledismalacha ou Fledismamalacha ; ce terme signifierait « un écoulement d'eau puissant » pouvant se traduire par « sur le cours de la Meuse ». Dans plusieurs sources, le nom est écrit Fledismalacha mais selon Jules Vannérus, qui a retracé l'étymologie des communes et rivières belges, le terme exact est Fledismamalacha. Cependant, dans la source de 634 (le testament du diacre Adalgisèle-Grimon,, qu'on peut retrouver dans le Das Testament des Diakons Adalgisel-Grimo vom Jahre 634 de M. Levison), le nom de Fledismalacha est écrit avec un seul « ma » :

« Villa in Tongrinse territorio sita nomine Fledismalacha, portionem meam, quam mihi legibus obuenit cum integra soliditate sicut a me presenti tempore possidetur, leprosi Treiectenses ad suam recipiant potestatem. »

— Levison, Das Testament des Diakons Adalgisel-Grimo vom Jahre 634
On apprend de la source de 634 que Fledismalacha est alors un territoire de la ville de Tongres, la plus ancienne ville de Flandre. La localité n'était donc pas encore tournée vers Liège mais bien sur les hauteurs, à une vingtaine de kilomètres de là.
Si Levison et Vannérus affirme que Fledismalacha s'écrit avec un seul « ma », le nom apparaît dans une autre source (La Vie de sainte Ode d'Amay de Maurice Coens) en tant que Fledismamalacha et se en prenant compte la source de 634. Franz Petri fait part de la source de 634 avec une transcription égale à celle de Coens et ajoute même la position actuelle de Fledismamalacha qui correspond au territoire des sections de Flémalle-Haute et de Flémalle-Grande, les deux seuls sections communales de la commune à porter le nom de Flémalle.
Coens et Petri ne sont pas les seuls à transcrire le nom sous la forme de Fledismamalacha étant donné que Raymond Schmittlein (homme politique français mais également toponymiste), qui débat sur l'origine du nom de Flémalle et d'Hermalle, écrit dans son ouvrage (Petit guide étymologique des noms des régions, des villes, des villages et des rivières de Wallonie) Fledismamalacha. Schmittlein exprime en revanche la cacographie de ce terme qui, selon lui, ne pourrait être à l'origine du nom actuel de la commune. Il pencherait plutôt sur une origine patrimoniale basé sur le nom de femmes chez les Bataves nommées Fledimella.
Henri Grégoire retranscrit la source de 634 avec le nom de Fledismamalacha également, en précisant même le nom correspond actuellement à Flémalle.
Certes le débat reste ouvert pour savoir si c'est Fledismalacha ou Fledismamalacha mais c'est cette dernière qui semble prendre le dessus dans les ouvrages des étymologistes.

## Fledimella ou Fledimellae

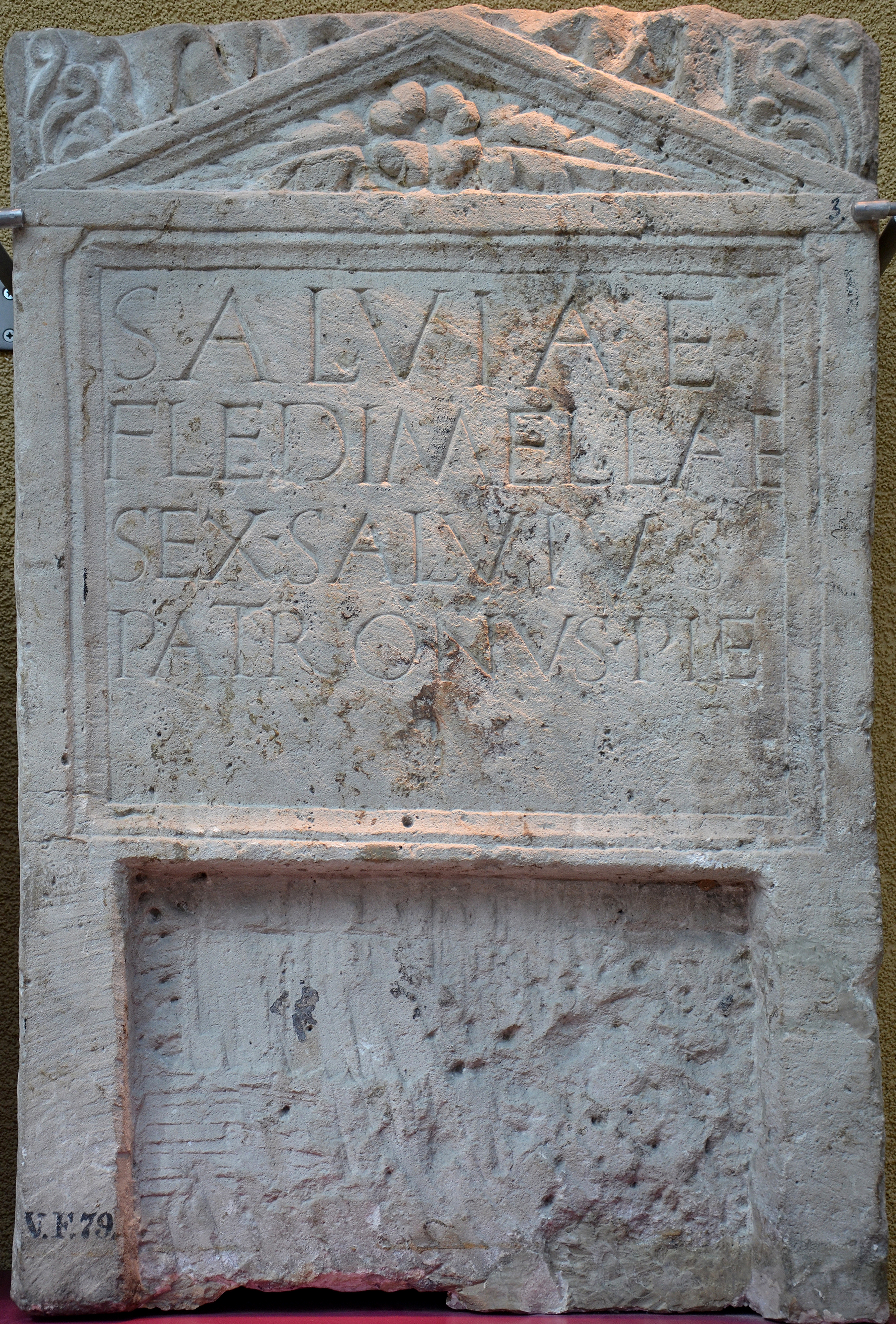
La pierre tombale de Salviae Fledimellae.

En Germanie inférieure (ou en Gaule mérovingienne), à Vechten près d'Utrecht, une inscription funéraire, sur du calcaire et haute de 80 cm dont la partie inférieure a disparu,, nous fait part du nom d'une femme romaine nommée Salviae Fledimellae,, ; on apprend également via cette inscription qu'elle avait un époux, Sextus Salvius, ou quel a été affranchie par ce dernier. Elle daterait du Ier ou du IIIe siècle. Ceci confirmerait donc les propos de Schmittlein sur les femmes chez les Bataves, peuple germanique, se nommant Fledimella,. Marie-Thérès Raepsaet-Charlier définit Salvia Fledimella comme faisant partie des peuples des Frisiavons ou des Ménapiens et étant dévote de Nehalennia, une déesse préceltique dont le culte fut protégé par les Romains. La transcription funéraire est la suivante, :

« SALVIAE FLEDIMELLAE - SEX - SALVIVS - PATRONVS - PIE »

Dans cette étymologie, Fledi- signifierait « propreté » ou « beauté » tandis que pour -mella, aucune traduction correcte n'est suggérée si ce n'est un suffixe devant rappeler le nom de la personne. Ce suffixe, on le retrouve également dans Harimella, qui est devenu Hermalle, et dans d'autres localités germaniques comme Mellarid, Mellatena, Mellovicus et Baromellus.
Norbert Wagner émet une hypothèse selon laquelle Fledimella aurait des racines grecques, fledis-, provenant du grec πληΘὐς (plethus), étymologiquement « remplir », et -mella provenant du grec μἐλλω (mello), étymologiquement « hésiter, être lent ». Concernant le terme fledis-, Schmittlein ne pense pas à une racine grecque germanisée mais simplement et toujours au nom de Salviae Fledimellae, qui puiserait directement sa racine dans le nom féminin germanique de Matefledis et qui, plus tard, donnera le nom à la commune française de Felon dans le Territoire de Belfort et à des patronymes.
Schmittlein, outre le fait de se poser la question de l'origine et la signification de Fledimella, s'interroge sur la transformation du e de -mella en a dans Flémalle. En effet, ce changement de voyelle, on le retrouve dans les localités de Hermalle (-sous-Huy et -sous-Argenteau) et de Herstal.

## Flémalle sous toutes ses formes

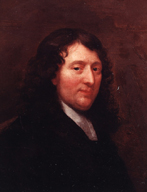
L'artiste liégeois Bertholet Flémal.

En 1080 ou 1086,, Fleimala est mentionnée pour la première fois. Cette mention est faite dans un diplôme de 1086 et confirmée deux siècles plus tard par le pape pape Innocent IV :

« Post haec autem et aliud commodum eidem abbati [St-Jacobi] et illis fratribus adquisivi. Erat enim de prepositura St-Petri eorum possessioni nomine Calchariae terra quaedam adjacens, plena his quae raspalia vulgus vocat. Haec vineis apta videbatur. Hujus ergo concambium impetravi a preposito St-Petri Johanne ; illisque fratribus reddita ex parte St-Jacobi silva quaedam quae illorum silvae, pertinenti ad villam nomine Fleimala, contigua et adherens erat. Multum melior praedicta terra - - - - Cum autem infra terminos ejus ecclesiae quae sita est in villa Auguria eadem terra conjaceret, Lanzo ad quem tunc eadem respiciebat ecclesia »

— Grandgagnage, Vocabulaire des anciens noms de lieux de la Belgique orientale
Le nom Fleimala signifierait une dépression aux sureaux en langues germaniques, « dépression » correspondant à -malhô et « aux sureaux » correspondant à flethiz-.
À partir de ce moment, le nom de la localité sera décliné sous plusieurs formes pour arriver au nom que porte la commune actuellement.
Les termes Flémal, Flemal, Flémalle, Flemalle ou encore Flamael, par exemple, sont très courants aux XIVe et XVe siècles. Ce nom de localité est ainsi porté par la famille Flémal comprenant Renier Flémal et son fils, Bertholet Flémal, peintre liégeois ayant participer à l'élan de la mouvance liégeoise vers le classicisme. Un autre grand artiste porte le nom de Flémalle : le Maître de Flémalle. Ce dernier, en réalité Robert Campin, fut surnommé ainsi d'après des panneaux peints par ce dernier retrouvés dans une église à Flémalle. L'administration communale occupe depuis le XXe siècle le château de la Petit Flémal'. Flémalle donne également son nom à une coiffure, aujourd'hui nommée nuque longue ou mulet ; au Québec et dans la région liégeoise, le mulet se nomme la « coupe Flémalle ».
Flémalle a garder son côté féminin de Fledismamalacha étant donné qu'on peut retrouver deux sections dans la commune de Flémalle, se nommant Flémalle-Grande et Flémalle-Haute. Ces dernières se nomment ainsi en fonction de leur localisation dans la commune ; l'une se situe sur les hauteurs de la vallée mosane tandis que l'autre s'étend sur une superficie particulièrement grande.